# Sorbs
Sorbs é uma comuna francesa na região administrativa de Occitânia, no departamento de Hérault. Estende-se por uma área de 20,2 km². Em 2010 a comuna tinha 37 habitantes (densidade: 1,8 hab./km²).